# Günther Massenkeil
Günther Massenkeil (* 11. März 1926 in Wiesbaden; † 17. Dezember 2014 in Bad Honnef) war ein deutscher Musikwissenschaftler, Hochschullehrer, Autor und Konzertsänger.

## Biographie

### Kindheit und Jugend
Günther Massenkeil war Sohn von Josef Massenkeil (1891–1987) und Lotte Massenkeil, geb. Böhlen (1901–1997). Der Vater stammte aus einer Rheingauer Lehrerfamilie, lehrte lange als Studienrat in Wiesbaden und war nach dem Zweiten Weltkrieg Oberregierungs- und Schulrat und zuletzt Direktor des Humanistischen Gymnasiums in Wiesbaden. Er hatte Altphilologie und Zeitungswissenschaft studiert und war schriftstellerisch vor allem auf dem Gebiet der Geschichte seiner nassauischen Heimat tätig. Einen Neudruck seiner Publikationen gab Günther Massenkeil 2009 im Selbstverlag heraus. Bis zur Auflösung 1933 war Josef Massenkeil Abgeordneter der Zentrumspartei im Hessischen Kommunallandtag. Nach dem Krieg gehörte er zu den Gründern der CDU in Wiesbaden.
Günther Massenkeil war das dritte Kind der Familie. Das erste Kind starb im Kindesalter. Der ältere Bruder Heinz Josef (* 1925) wurde Arzt (Gynäkologe) und war Chefarzt in Mönchengladbach, der jüngere Bruder Jürgen (* 1931) wurde Rechtsanwalt und wirkte in Koblenz.
Günther Massenkeil erhielt den ersten Klavierunterricht bei seinem Vater, später im Wiesbadener Musikseminar Elisabeth Güntzel. Dort entwickelte er sich auch zum Klavierbegleiter von Sängern wie dem Tenor Franz Fehringer (1910–1988). Daneben bekam er Orgelunterricht und erhielt im Alter von 14 Jahren in Vertretung des zum Kriegsdienst eingezogenen Organisten eine Stelle an St. Kilian (Wiesbaden). Der Pfarrer einer anderen Kirche in Wiesbaden-Bierstadt vertraute ihm 1941 die Vertonung seines Patronatsliedes zur hl. Birgit an, das dort bis heute gesungen wird.
Wegen einer schweren Erkrankung wurde Günther Massenkeil vom Wehrdienst zurückgestellt. Anfang März 1945 wurde er doch noch zur Wehrmacht eingezogen, brauchte aber nicht mehr zu kämpfen, sondern kam krankheitshalber in ein Lazarett in Sigmaringen und wurde von dort nach Kriegsende in französische Kriegsgefangenschaft entlassen. Der Aufenthalt dort dauerte zwei Jahre. Zuletzt saß Günther Massenkeil im Dépôt de prisonniers de guerre 101 Mutzig ein. Dort gründete er einen Chor und organisierte Konzerte. Dadurch erhielt er das Privileg, öfter das Lager unter Bewachung verlassen zu können und in dem naheliegenden Weinort Soultz-les-Bains in der Kirche Orgel zu spielen.

### Ausbildung und Studium
Günther Massenkeil konnte seine Schulzeit am Humanistischen Gymnasium wegen seiner Rückstellung vom Wehrdienst regulär 1944 mit dem Abitur abschließen. Er studierte anschließend ein Semester an der Technischen Hochschule Darmstadt, um gegebenenfalls Orgelbauer zu werden. Nach der Entlassung aus der Kriegsgefangenschaft studierte er von 1947 bis 1951 Musikwissenschaft und Schulmusik an der Universität Mainz. Ab 1950 war er Mitglied der katholischen Studentenverbindung VKDSt Hasso-Rhenania Mainz. Er bewarb sich um ein Stipendium der französischen Regierung, das ihn 1951/1952 an die Sorbonne in Paris führte. 1952 promovierte er in Mainz zum Dr. phil. mit einer Arbeit über Giacomo Carissimi (Die oratorische Kunst in den lateinischen Historien und Oratorien G. Carissimis). 1953 legte er das Staatsexamen für das künstlerische Lehramt Musik an höheren Schulen ab. 1954 wurde er in Mainz wissenschaftlicher Assistent. 1961 habilitierte er sich mit einem Beitrag über Wolfgang Amadeus Mozart (Untersuchungen zum Problem der Symmetrie in der Instrumentalmusik W. A. Mozarts) und wurde Privatdozent.

### Wissenschaftliche Tätigkeit
1966 erhielt er einen Ruf als ordentlicher Professor und Direktor des Musikwissenschaftlichen Seminars an die Universität Bonn. 1991 wurde er emeritiert. Von 1972 bis 1974 war er auch Direktor des Bonner Beethovenarchivs und fungierte von 1972 bis 1998 als Kuratoriumsvorsitzender des Max-Reger-Instituts. Von 1975 bis 2011 war er Leiter der Sektion für Musikwissenschaft der Görres-Gesellschaft und Herausgeber des Kirchenmusikalischen Jahrbuchs. In den Jahren 1991–1992 leitete er das neugegründete Institut für Musik und Theater des Landes Mecklenburg-Vorpommern (die heutige Hochschule für Musik und Theater) in Rostock.
Sein Hauptarbeitsgebiet war die geistliche Musik des 16. bis 20. Jahrhunderts. Daraus erwuchsen Schriften über Giacomo Carissimi und Marc-Antoine Charpentier ebenso wie über Mozart, und ein zweibändiges Werk über Oratorien und Passion. Im deutschsprachigen Raum wurde er bekannt durch das achtbändige Lexikon Das Große Lexikon der Musik. Die Grundlage dafür bildete das Dictionnaire de la musique (1970–1976) von Marc Honegger, das Günther Massenkeil weitgehend bearbeitete und ergänzte.

### Künstlerische Tätigkeit
Ab 1954 war Günther Massenkeil auch als Sänger (Bassbariton) tätig. 1975 ergänzte er dies durch ein Studium bei Ellen Bosenius von der Musikhochschule Köln. Er trat international als Oratorien- und Liedersänger auf. Davon zeugen zahlreiche Funk- und Schallplattenaufnahmen. Die Lieder der Rheinromantik um 1840 erschienen auch als CD. Günther Massenkeil beendete seine Karriere als Konzertsänger 1994.

### Familie
1954 heiratete er Ursula Gross (1928–2000). Dieser Ehe entstammen vier Kinder. Die Familie wohnte zunächst in Wiesbaden, ab 1960 in Mainz. Während er ab 1966 an der Universität Bonn wirkte, erfolgte 1969 ein Umzug nach Bad Honnef, wo er im Stadtteil Rhöndorf lebte.
Massenkeil reiste viel, vor allem nach Frankreich. Eine dieser Reisen führte ihn auch wieder nach Soultz-les-Bains und zu der Orgel seiner Kriegsgefangenschaft. 2005 erfuhr er, dass es sich dabei um ein Instrument Johann Andreas Silbermanns handelt. Er unterstützte eine Restaurierung mit Aktionen und wurde (nicht nur dafür) mit der Ehrenbürgerschaft von Soultz-les-Bains ausgezeichnet. 2008 wurde die Orgel im Beisein von Günther Massenkeil wieder in Gebrauch genommen.
Massenkeil arbeitete auch nach seiner Emeritierung noch als Autor, Vortragsredner und Kirchenmusiker. Er wurde in Bad Honnef im Familiengrab auf dem Alten Friedhof beigesetzt.

## Ehrungen und Auszeichnungen
- 1991: Orlando-di-Lasso-Medaille des Allgemeinen Cäcilien-Verbands für Deutschland
- 2006: Ehrenring der Görres-Gesellschaft
- 2006: Ritter des päpstlichen Gregorius-Ordens
- 2011: Ehrenbürgerschaft von Soultz-les-Bains im Elsass

## Werke (Auswahl)
- Die oratorische Kunst in den lateinischen Historien und Oratorien Giacomo Carissimis. o. O. 1952, (Mainz, Universität, Dissertation, 1952, maschinenschriftlich).
- Untersuchungen zum Problem der Symmetrie in der Instrumentalmusik W. A. Mozarts. Steiner, Wiesbaden 1962, (Zugleich: Mainz, Universität, Habilitations-Schrift, 1961).
- Das Oratorium (= Das Musikwerk. 37, ZDB-ID 786192-8). Volk Verlag Gerig, Köln 1970.
  - in Englisch: The Oratorio (= Anthology of Music. 37, ZDB-ID 2294628-7). ebenda 1970.
- als Herausgeber, mit Marc Honegger: Das Große Lexikon der Musik. 8 Bände. Herder, Freiburg (Breisgau) u. a. 1978–1982.
- Oratorium und Passion (= Handbuch der musikalischen Gattungen. 10, 1–2). 2 Teile. Laaber-Verlag, Laaber 1998–1999, ISBN 3-89007-133-3 (Tl. 1), ISBN 3-89007-481-2 (Tl. 2).
- als Herausgeber: Ein Wiesbadener Philologe als Schriftsteller. Joseph Massenkeil (1891–1987). Beiträge zur Volkskunde und Geschichte seiner Hessen-Nassauischen Heimat und zu anderen Themen. Selbstverlag, Bad Honnef 2010.

### Beiträge
- Die Wiederholungsfiguren in den Oratorien Giacomo Carissimis. In: Archiv für Musikwissenschaft. Bd. 13, Nr. 1, 1956, S. 42–60, JSTOR:929558.
- Marc-Antoine Charpentier als Messenkomponist. In: Carl Dahlhaus, Reiner Kluge, Ernst H. Meyer, Walter Wiora (Hrsg.): Bericht über den Internationalen Musikwissenschaftlichen Kongress, Leipzig, 1966. Bärenreiter u. a., Kassel u. a. 1970, S. 228–238.
- Religiöse Aspekte der Gellert-Lieder Beethovens. In: Walter Wiora (Hrsg.): Religiöse Musik in nicht-liturgischen Werken von Beethoven bis Reger (= Studien zur Musikgeschichte des 19. Jahrhunderts. 51). Bosse, Regensburg 1978, ISBN 3-7649-2135-8, S. 83–96.
- Rheinromantik im deutschen Sololied um die Mitte des 19. Jahrhunderts. In: Siegfried Kross (Hrsg.): Musikalische Rheinromantik (= Beiträge zur rheinischen Musikgeschichte. 140 = Arbeitsgemeinschaft für Rheinische Musikgeschichte. Bericht über die Jahrestagung. 1985). Merseburger, Kassel 1989, ISBN 3-87537-234-4, S. 146–166.
- Die Bonner Beethoven-Kantate (1845) von Franz Liszt. In: Jobst Peter Fricke (Hrsg.): Die Sprache der Musik. Festschrift Klaus Wolfgang Niemöller zum 60. Geburtstag am 21. Juli 1989 (= Kölner Beiträge zur Musikforschung. 165). Bosse, Regensburg 1989, ISBN 3-7649-2407-1, S. 381–400.
- Die Heiligen Drei Könige in der Musik. In: Peter Ackermann, Ulrike Kienzle Adolf Nowak (Hrsg.): Festschrift für Winfried Kirsch zum 65. Geburtstag (= Frankfurter Beiträge zur Musikwissenschaft. 24). Schneider, Tutzing 1996, ISBN 3-7952-0857-2, S. 21–33.
- Christliche Musik als Manifestation europäischer Kultur. In: Die kulturelle Eigenart Europas, hrsg. v. Günter Buchstab. Herder, Freiburg i. Br. 2010, ISBN 978-3-451-30287-9, S. 112–148.

Zahlreiche weitere Veröffentlichungen in Zeitschriften, Sammelwerken und Lexika, teilweise im Neudruck als Wort und Ton in christlicher Musik, Paderborn, 2008.

### Editionen
- Mehrstimmige Lamentationen aus der ersten Hälfte des 16. Jahrhunderts. 1965.
- Cantatas by G. Carissimi (1605–1674). 1986.
- Franz Liszt – Kantate zur Inauguration des Beethoven-Monuments zu Bonn. 1986.
- Max Reger – Vier Choralkantaten. 4 Bd. 1988–1990.